# 東辺道
東辺道（とうへん-どう）は中華民国北京政府により設置された遼寧省の道。

## 沿革
1913年（民国2年）2月、東路道として成立、観察使は安東県に置かれ、下部に安東、興京、通化、鳳凰、寛甸、桓仁、臨江、輯安、長白、安図、撫松の11県を管轄した。同年9月、中路道及び西路道が廃止されたことから管轄地域が拡大し、荘河、岫岩、海竜、柳河、復県、金県、撫順、本渓の各県が加わり20県の管轄となっている。1914年（民国3年）6月、に東辺道と改称され、観察使も道尹と改められ、1927年（民国16年）に金河設治局が新設された。1929年（民国18年）に廃止されている。

## 行政区画
廃止直前の下部行政区画は下記の通り。（50音順）
- 安図県
- 安東県
- 海竜県
- 桓仁県
- 寛甸県
- 金県
- 興京県
- 輯安県
- 岫岩県
- 荘河県
- 長白県
- 通化県
- 復県
- 撫順県
- 撫松県
- 鳳凰県
- 本渓県
- 柳河県
- 臨江県
- 金河設治局